# قصر مربع
کاخ مربع یکی از بناهای تاریخی ریاض در عربستان است.